# Spica (geslacht)
Spica is een geslacht van vlinders van de familie eenstaartjes (Drepanidae), uit de onderfamilie Thyatirinae.

## Soorten
- S. luteola Swinhoe, 1889
- S. parallelangula Alphéraky, 1893